# Accolon
Accolon è un personaggio del ciclo arturiano ed è amante di Morgana, sorella di Re Artù.
Quando Morgana riesce ad impossessarsi di Excalibur, la spada magica di Artù, sostituendola con una copia, affida l'originale ad Accolon.
In seguito Morgana fa in modo che Accolon ed Artù si scontrino; nel combattimento la spada di Artù si spezza e quest'ultimo capisce che la sua spada non era la vera Excalibur e di essere quindi vittima di un tranello. Piuttosto che arrendersi Artù continua a battersi con il solo scudo. Accorre in suo aiuto la Dama del Lago che, grazie alla sua magia, sfila dalle mani di Accolon la vera Excalibur e la riconsegna ad Artù. Questi, con la sua vera spada, ferisce e sconfigge Accolon, che perirà dopo quattro giorni dallo scontro.
Il personaggio e la storia di Accolon provengono da una versione commentata del Merlin di Robert de Boron, poeta francese del tardo XII secolo.